# Jéssica Salido
Jéssica Salido Reyes (Alicante, 4 de diciembre de 1978) es una ex gimnasta rítmica española que fue componente del Club Atlético Montemar en modalidad de conjuntos. En la actualidad es directora técnica de dicho club. Es hermana de la también ex gimnasta rítmica Nuria Salido.

## Biografía deportiva

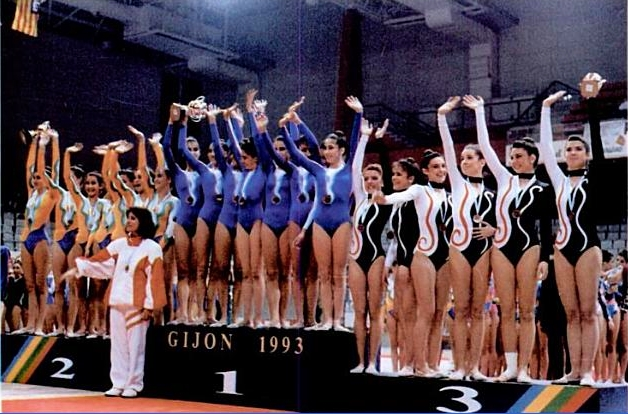
Club Atlético Montemar (izqda.) en el podio de 1ª categoría del Campeonato de España de Conjuntos en Gijón (1993).

Se inició en el Club Atlético Montemar de Alicante. En diciembre de 1992 consiguió la medalla de bronce tanto en la general como en la final de 6 aros con el conjunto júnior en el Campeonato de España de Conjuntos en Málaga. Este conjunto del Montemar estaba formado por Jéssica, Marta Baldó, Estela Giménez, Verónica Lillo, Lucía Melendo, Montserrat Soria y Marina Zaragoza. En diciembre de 1993 logró la medalla de plata en la general y dos medallas de oro en las finales por aparatos (la de 6 cuerdas y la de 4 aros y 4 mazas) con el conjunto de primera categoría en el Campeonato de España de Conjuntos, celebrado en Gijón. Este conjunto montemarino estaba integrado por Jéssica, Marta Baldó, Noelia Fernández (capitana), Estela Giménez, Violeta Giménez, Peligros Piñero y Montserrat Soria, algunas de las cuales fueron componentes de la selección española. En estos años los conjuntos estaban aún compuestos por seis titulares. Para 1994 uno de los dos de primera categoría pasó a estar formado por cinco, y para 1995 todos los conjuntos estuvieron ya integrados por cinco gimnastas titulares. En diciembre de 1994, nuevamente en Gijón, se proclamó campeona de España con el conjunto de primera categoría del Club Atlético Montemar. Este conjunto montemarino estaba integrado por Jéssica, Noelia Fernández, Violeta Giménez, Verónica Lillo, Patricia Simón y Marina Zaragoza.

### Retirada de la gimnasia
En la actualidad es directora técnica del Club Atlético Montemar de Alicante, donde también entrena su hermana Nuria. En él ha dirigido a gimnastas como Jennifer Colino, Marta Linares o Isabel Pagán, y ha logrado numerosas medallas a nivel provincial, autonómico y nacional.

## Palmarés deportivo

### A nivel de club
| 1992 - Campeonato de España de Conjuntos en Málaga Bronce en concurso general (categoría júnior) Bronce en 6 aros 1993 - Campeonato de España de Conjuntos en Gijón Plata en concurso general (primera categoría) Oro en 6 cuerdas Oro en 4 aros y 4 mazas | 1994 - Campeonato de España de Conjuntos en Gijón Oro en concurso general (primera categoría) |